# Николай Сироцински
Николай Миронович Сироцински (на руски: Николай Миронович Сироцинский) е руски офицер, щабс-капитан от Лейбгвардейски Гренадирски полк, участник в Руско-турската война (1877 – 1878) и битката при Горни Дъбник.

## Биография
Николай Сироцински е роден през 1838 г. Произхожда от дворянски род от Лифландската губерния на Руската империя. Ориентира се към военното поприще. Постъпва в Първи кадетски корпус в Санкт Петербург. Завършва през 1859 г. с чин прапоршчик. На 21 години постъпва на служба в 1-ви стрелкови батальон. Отличава се на 25 март 1863 г. при потушаване на Полското въстание (1863 – 1864) при селцето Цитована, Ковненска губерния. Награден е с орден Света Анна IV степен с надпис „За храброст". През 1866 г. е прикомандирован в Лейбгвардейски Гренадирски полк, а по-късно е зачислен към него. В продължение на няколко години е дело-производител към военния съд, а през 1873 г. е назначен за временен член на окръжния съд. След избухване на Руско-турската война (1877 – 1878), през юли 1877 г. е сред първите отзовали се на призива за набиране на доброволци. Заминава за Кавказкия фронт, но скоро е отзован. Прехвърлен е отново в Лейбгвардейски Гренадирски полк в Действащата армия на Балканите. Като командир 11-та рота на 12/24 октомври 1877 участва в битката при Горни Дъбник. Убит е при атаката от юг на Малкия турски редут.

## Памет
Загиналите в битката руски офицери и войници са погребани към 15 часа на 14 октомври. На капитан Хамар, щабс-капитан Сироцински, поручик фон Пирвиц и поручик Хирн е издигнат надгробен паметник с надпис: „Здесъ покоится прахъ офицеровъ лейбъ Гвардiи Гренадерскаго полкъ павшихъ геройскою смертью въ дѣлѣ подъ Горнимъ Дубнякомъ 12-го октября 1877 года. Капитанъ Хаммаръ, Штабсъ-Капитанъ Сироцинскiй, Поручикъ фонъ Пирвицъ, Поручикъ Хирнъ. Вечная слава героямъ.“ Намира се край малкия редут. Паметникът е изработен от камък в кубична форма наподобяваща възрожденска чешма. Отгоре е поставен мраморен кръст. Ако се доверим на стара гравюра, то паметникът първоначално се е намирал между двете братски могили на нисшите чинове. Вероятно впоследствие е преместен и на неговото място е поставен съветския паметник на Българо-руската дружба.

## Галерия
- Паметник на офицерите от Лейбгвардейски Гренадирски полк
- Паметната плоча
- Паметник на офицерите от Лейбгвардейски Гренадирски полк
- Първи паметник на нисшите чинове от Лейбгвардейски Гренадирски полк
- Втори паметник на нисшите чинове от Лейбгвардейски Гренадирски полк
- Надпис на плочата на нисшите чинове
- Паметникът на офицерите с първоначалното местоположение
- Карта на битката при Горни Дъбник
- Графика на битката при Горни Дъбник
- Графика на атаката на редутите при Горни Дъбник